# Cupa UEFA 1984-1985
Cupa UEFA 1984–85 a fost al 14-lea sezon al Cupei UEFA. A fost câștigat de Real Madrid, care a câștigat o victorie totală asupra Videoton din Ungaria într-o finală cu două etape.

## Echipe
- LASK
- SSW Innsbruck
- Standard Liège
- Club Brugge
- Anderlecht
- CSKA Septemvriysko Zname
- Sliven
- Apollon Limassol
- FC Bohemians
- Dukla Banská Bystrica
- Dukla Prague
- Odense BK
- AGF
- Queens Park Rangers
- Manchester United
- Nottingham Forest
- Tottenham Hotspur
- Southampton
- HJK
- AS Monaco
- Paris Saint-Germain
- Auxerre
- Vorwärts Frankfurt
- Lokomotive Leipzig
- Köln
- Borussia Mönchengladbach
- Werder Bremen
- Hamburger SV
- Olympiacos
- Rába ETO Győr
- Videoton
- KR
- Fiorentina
- Internazionale
- Red Boys Differdange
- Rabat Ajax
- Ajax
- PSV Eindhoven
- Glentoran
- Lillestrøm
- Pogoń Szczecin
- Widzew Łódź
- Braga
- Sporting CP
- Bohemian F.C.
- Universitatea Craiova
- Sportul Studențesc
- Dundee United
- Rangers
- Hearts
- Dinamo Minsk
- Spartak Moscova
- Atlético Madrid
- Real Betis
- Real Madrid
- Real Valladolid
- AIK
- Östers IF
- Sion
- Neuchâtel Xamax
- Fenerbahçe
- Željezničar Sarajevo
- FK Partizan
- NK Rijeka

## Prima rundă
| Echipa #1             | Total      | Echipa #2                | Tur | Retur     |
| --------------------- | ---------- | ------------------------ | --- | --------- |
| Köln                  | 3–1        | Pogoń Szczecin           | 2–1 | 1–0       |
| AIK                   | 1–3        | Dundee United            | 1–0 | 0–3       |
| Monaco                | 3–4        | CSKA Septemvriysko Zname | 2–2 | 1–2       |
| Bohemians             | 3–4        | Rangers                  | 3–2 | 0–2       |
| Dinamo Minsk          | 10–0       | HJK                      | 4–0 | 6–0       |
| Red Boys Differdange  | 0–14       | Ajax                     | 0–0 | 0–14      |
| Bohemians ČKD Praha   | 8–3        | Apollon Limassol         | 6–1 | 2–2       |
| Sion                  | 4–2        | Atlético Madrid          | 1–0 | 3–2       |
| Sliven                | 2–5        | Željezničar              | 1–0 | 1–5       |
| Vorwärts Frankfurt    | 2–3        | PSV Eindhoven            | 2–0 | 0–3       |
| Fenerbahçe            | 0–3        | Fiorentina               | 0–1 | 0–2       |
| Dukla Banská Bystrica | 3–7        | Borussia Mönchengladbach | 2–3 | 1–4       |
| Glentoran             | 1–3        | Standard Liège           | 1–1 | 0–2       |
| KR                    | 0–7        | Queens Park Rangers      | 0–3 | 0–4       |
| Lokomotive Leipzig    | 7–3        | Lillestrøm               | 7–0 | 0–3       |
| Manchester United     | 5–2        | Rába ETO Győr            | 3–0 | 2–2       |
| Nottingham Forest     | 0–1        | Club Brugge              | 0–0 | 0–1       |
| OB                    | 2–7        | Spartak Moscova          | 1–5 | 1–2       |
| Olympiacos            | 3–2        | Neuchâtel Xamax          | 1–0 | 2–2       |
| Öster                 | 0–2        | LASK                     | 0–1 | 0–1       |
| Paris Saint-Germain   | 6–2        | Hearts                   | 4–0 | 2–2       |
| Anderlecht            | 2–2 (a)    | Werder Bremen            | 1–0 | 1–2       |
| Rabat Ajax            | 0–4        | Partizan                 | 0–2 | 0–2       |
| Real Betis            | 1–1 (3–5p) | Universitatea Craiova    | 1–0 | 0–1       |
| Real Madrid           | 5–2        | SSW Innsbruck            | 5–0 | 0–2       |
| Real Valladolid       | 2–4        | Rijeka                   | 1–0 | 1–4       |
| Braga                 | 0–9        | Tottenham Hotspur        | 0–3 | 0–6       |
| Southampton           | 0–2        | Hamburg                  | 0–0 | 0–2       |
| Sporting CP           | 4–2        | Auxerre                  | 2–0 | 2–2 (aet) |
| Sportul Studențesc    | 1–2        | Internazionale           | 1–0 | 0–2       |
| Videoton              | 1–0        | Dukla Praha              | 1–0 | 0–0       |
| Widzew Łódź           | 2–1        | AGF                      | 2–0 | 0–1       |

### Tur
| Rabat Ajax | 0–2 | Partizan                 |
| ---------- | --- | ------------------------ |
|            |     | Vučićević 63' Đelmaš 70' |

| Videoton  | 1–0 | Dukla Praga |
| --------- | --- | ----------- |
| Szabó 37' |     |             |

| KR | 0–3 | Queens Park Rangers             |
| -- | --- | ------------------------------- |
|    |     | Stainrod 24', 76' Bannister 64' |

| Red Boys Differdange | 0–0 | Ajax |
| -------------------- | --- | ---- |
|                      |     |      |

| Glentoran | 1–1 | Standard Liège |
| --------- | --- | -------------- |
| Bowers 2' |     | Telen 59'      |

| Bohemians                    | 3–2 | Rangers                  |
| ---------------------------- | --- | ------------------------ |
| O'Brien 24', 36' Lawless 53' |     | McCoist 7' McPherson 29' |

| Sliven      | 1–0 | Željezničar |
| ----------- | --- | ----------- |
| Demirev 89' |     |             |

| Lokomotive Leipzig                                                         | 7–0 | Lillestrøm |
| -------------------------------------------------------------------------- | --- | ---------- |
| Zötzsche 17' (pen.), 57' (pen.) Baum 44' Lindner 69' D. Kühn 78', 84', 89' |     |            |

| Bohemians ČKD Praha                                         | 6–1 | Apollon Limassol |
| ----------------------------------------------------------- | --- | ---------------- |
| Mičinec 24', 28', 65' Janečka 33', 54' (pen.) V. Hruška 86' |     | Jenkins 73'      |

| Dukla Banská Bystrica | 2–3 | Borussia Mönchengladbach              |
| --------------------- | --- | ------------------------------------- |
| Nemec 30', 65' (pen.) |     | Hochstätter 25' Criens 71' Lienen 77' |

| Dinamo Minsk                         | 4–0 | HJK |
| ------------------------------------ | --- | --- |
| Kondratiev 22', 28', 39' Shalimo 60' |     |     |

| Fenerbahçe | 0–1 | Fiorentina |
| ---------- | --- | ---------- |
|            |     | Pecci 18'  |

| AIK              | 1–0 | Dundee United |
| ---------------- | --- | ------------- |
| T. Andersson 13' |     |               |

| Öster | 0–1 | LASK     |
| ----- | --- | -------- |
|       |     | Höld 84' |

| OB        | 1–5 | Spartak Moskva                                                 |
| --------- | --- | -------------------------------------------------------------- |
| Utoft 17' |     | Gavrilov 26' Sidorov 43' Shavlo 57' Rodionov 59' Kuznetsov 64' |

| Olympiacos     | 1–0 | Neuchâtel Xamax |
| -------------- | --- | --------------- |
| Mitropoulos 2' |     |                 |

| Köln                      | 2–1 | Pogoń Szczecin  |
| ------------------------- | --- | --------------- |
| Engels 52' Littbarski 76' |     | Haas 35' (o.g.) |

| Vorwärts Frankfurt    | 2–0 | PSV Eindhoven |
| --------------------- | --- | ------------- |
| Hendel 7' Pietsch 62' |     |               |

| Anderlecht        | 1–0 | Werder Bremen |
| ----------------- | --- | ------------- |
| Czerniatynski 88' |     |               |

| Sion     | 1–0 | Atlético Madrid |
| -------- | --- | --------------- |
| Cina 75' |     |                 |

| Monaco           | 2–2 | CSKA Septemvriysko Zname |
| ---------------- | --- | ------------------------ |
| Genghini 8', 19' |     | Slavkov 14' Markov 16'   |

| Manchester United                | 3–0 | Rába ETO Győr |
| -------------------------------- | --- | ------------- |
| Robson 17' Mühren 37' Hughes 74' |     |               |

| Nottingham Forest | 0–0 | Club Brugge |
| ----------------- | --- | ----------- |
|                   |     |             |

| Paris Saint-Germain                           | 4–0 | Hearts |
| --------------------------------------------- | --- | ------ |
| Sušić 22', 57' Rocheteau 36' Niederbacher 62' |     |        |

| Southampton | 0–0 | Hamburg |
| ----------- | --- | ------- |
|             |     |         |

| Real Betis | 1–0 | Universitatea Craiova |
| ---------- | --- | --------------------- |
| Suárez 79' |     |                       |

| Real Madrid                                                    | 5–0 | SSW Innsbruck |
| -------------------------------------------------------------- | --- | ------------- |
| Míchel 2', 58' Santillana 6' Juanito 51' (pen.) Butragueño 54' |     |               |

| Real Valladolid | 1–0 | Rijeka |
| --------------- | --- | ------ |
| Da Silva 66'    |     |        |

| Sporting CP                      | 2–0 | Auxerre |
| -------------------------------- | --- | ------- |
| Manuel Fernandes 54' Pacheco 80' |     |         |

| Braga | 0–3 | Tottenham Hotspur         |
| ----- | --- | ------------------------- |
|       |     | Falco 31', 42' Galvin 44' |

| Widzew Łódź                         | 2–0 | AGF |
| ----------------------------------- | --- | --- |
| Dziekanowski 21' (pen.) Świątek 52' |     |     |

| Sportul Studențesc | 1–0 | Internazionale |
| ------------------ | --- | -------------- |
| Sandu 84'          |     |                |

### Retur
| Dukla Praha | 0–0 | Videoton |
| ----------- | --- | -------- |
|             |     |          |

Videoton a câștigat 1–0 la general.
| Queens Park Rangers                 | 4–0 | KR |
| ----------------------------------- | --- | -- |
| Bannister 11', 17', 60' Charles 28' |     |    |

Queens Park Rangers a câștigat 7–0 la general.
| Universitatea Craiova                             | 1–0 (d.p.) | Real Betis                           |
| ------------------------------------------------- | ---------- | ------------------------------------ |
| Cîrțu 46'                                         |            |                                      |
| Irimescu · Bîcu · Cîrțu · Ștefănescu · O. Popescu | 5–3        | Casado · Rincón · Mantilla · Calleja |

1–1 la general; Universitatea Craiova a câștigat 5–3 la penaltiuri.
| Lillestrøm                              | 3–0 | Lokomotive Leipzig |
| --------------------------------------- | --- | ------------------ |
| Eilertsen 13' Krogsæter 55' Forsnes 70' |     |                    |

Lokomotive Leipzig a câștigat 7–3 la general.
| Pogoń Szczecin | 0–1 | Köln     |
| -------------- | --- | -------- |
|                |     | Bein 71' |

Köln a câștigat 3–1 la general.
| Željezničar                               | 5–1 | Sliven       |
| ----------------------------------------- | --- | ------------ |
| Ćurić 20' Bahtić 28', 55', 70' Baljić 65' |     | Simeonov 16' |

Željezničar a câștigat 5–2 la general.
| Spartak Moskva            | 2–1 | OB            |
| ------------------------- | --- | ------------- |
| Cherenkov 18' Sidorov 65' |     | Rasmussen 43' |

Spartak Moscova won 7–2 on aggregate.
| HJK | 0–6 | Dinamo Minsk                                            |
| --- | --- | ------------------------------------------------------- |
|     |     | Gotsmanov 4', 29', 50', 89' Melnikov 20' Kondratiev 22' |

Dinamo Minsk won 10–0 on aggregate.
| Partizan                 | 2–0 | Rabat Ajax |
| ------------------------ | --- | ---------- |
| Mance 18' Stevanović 64' |     |            |

Partizan won 4–0 on aggregate.
| Rijeka                               | 4–1 | Real Valladolid |
| ------------------------------------ | --- | --------------- |
| Fegić 5', 77' Hrstić 24' Desnica 84' |     | Moré 26'        |

Rijeka won 4–2 on aggregate.
| CSKA Septemvriysko Zname           | 2–1 | Monaco     |
| ---------------------------------- | --- | ---------- |
| S. Mladenov 7' Zdravkov 13' (pen.) |     | Tibeuf 75' |

CSKA Septemvriysko Zname won 4–3 on aggregate.
| Apollon Limassol        | 2–2 | Bohemians ČKD Praha   |
| ----------------------- | --- | --------------------- |
| Kenny 75' Stylianou 81' |     | Janečka 38' Škoda 59' |

Bohemians ČKD Praha won 8–3 on aggregate.
| Rába ETO Győr              | 2–2 | Manchester United            |
| -------------------------- | --- | ---------------------------- |
| Preszeller 51' Hannich 58' |     | Brazil 10' Mühren 75' (pen.) |

Manchester United won 5–2 on aggregate.
| PSV Eindhoven                    | 3–0 | Vorwärts Frankfurt |
| -------------------------------- | --- | ------------------ |
| Brandts 17' Brylle 18' Valke 87' |     |                    |

PSV Eindhoven won 3–2 on aggregate.
| AGF           | 1–0 | Widzew Łódź |
| ------------- | --- | ----------- |
| Lundkvist 21' |     |             |

Widzew Łódź won 2–1 on aggregate.
| Fiorentina                       | 2–0 | Fenerbahçe |
| -------------------------------- | --- | ---------- |
| Passarella 33' (pen.) Pulici 83' |     |            |

Fiorentina won 3–0 on aggregate.
| Borussia Mönchengladbach      | 4–1 | Dukla Banská Bystrica |
| ----------------------------- | --- | --------------------- |
| Herbst 27' Rahn 50', 51', 66' |     | Targoš 53'            |

Borussia Mönchengladbach won 7–3 on aggregate.
| Standard Liège          | 2–0 | Glentoran |
| ----------------------- | --- | --------- |
| Dardenne 9' Jelikić 50' |     |           |

Standard Liège won 3–1 on aggregate.
| Club Brugge | 1–0 | Nottingham Forest |
| ----------- | --- | ----------------- |
| Wellens 89' |     |                   |

Club Brugge won 1–0 on aggregate.
| Neuchâtel Xamax     | 2–2 | Olympiacos            |
| ------------------- | --- | --------------------- |
| Lüthi 25' Zaugg 71' |     | Anastopoulos 53', 89' |

Olympiacos won 3–2 on aggregate.
| LASK        | 1–0 | Öster |
| ----------- | --- | ----- |
| Hagmayr 45' |     |       |

Linzer ASK won 2–0 on aggregate.
| SSW Innsbruck    | 2–0 | Real Madrid |
| ---------------- | --- | ----------- |
| Roscher 20', 64' |     |             |

Real Madrid won 5–2 on aggregate.
| Hamburg                     | 2–0 | Southampton |
| --------------------------- | --- | ----------- |
| Kaltz 69' (pen.) McGhee 89' |     |             |

Hamburg won 2–0 on aggregate.
| Auxerre           | 2–2 (d.p.) | Sporting CP           |
| ----------------- | ---------- | --------------------- |
| Szarmach 16', 84' |            | Oceano 93' Litos 119' |

Sporting CP won 4–2 on aggregate.
| Ajax | 14–0 | Red Boys Differdange |
| --- | ---- | -------------------- |
| Spelbos 5' (pen.) Koeman 9', 73', 78' van Basten 15', 39', 49', 65', 84' Bosman 18', 82' Rijkaard 47' Vanenburg 57' Schoenaker 71' |      |                      |

Ajax won 14–0 on aggregate.
| Dundee United               | 3–0 | AIK |
| --------------------------- | --- | --- |
| Sturrock 46' Milne 69', 72' |     |     |

Dundee United won 3–1 on aggregate.
| Rangers                  | 2–0 | Bohemians |
| ------------------------ | --- | --------- |
| Paterson 84' Redford 89' |     |           |

Rangers won 4–3 on aggregate.
| Hearts             | 2–2 | Paris Saint-Germain          |
| ------------------ | --- | ---------------------------- |
| Robertson 27', 86' |     | Niederbacher 10' Jeannol 44' |

Paris Saint-Germain won 6–2 on aggregate.
| Werder Bremen         | 2–1 | Anderlecht       |
| --------------------- | --- | ---------------- |
| Sidka 48' (pen.), 60' |     | Sidka 63' (o.g.) |

2–2 on aggregate; Anderlecht won on away goals.
| Internazionale           | 2–0 | Sportul Studențesc |
| ------------------------ | --- | ------------------ |
| Brady 69' Rummenigge 85' |     |                    |

Internazionale won 2–1 on aggregate.
| Atlético Madrid                | 2–3 | Sion                          |
| ------------------------------ | --- | ----------------------------- |
| Sánchez 16' (pen.) Pedraza 38' |     | Marina 1' (o.g.) Cina 4', 14' |

Sion won 4–2 on aggregate.
| Tottenham Hotspur                                      | 6–0 | Braga |
| ------------------------------------------------------ | --- | ----- |
| Stevens 10' Hughton 15' Crooks 27', 57', 82' Falco 66' |     |       |

Tottenham Hotspur won 9–0 on aggregate.

## Runda a doua
| Echipa #1                | Total      | Echipa #2                | Tur | Retur     |
| ------------------------ | ---------- | ------------------------ | --- | --------- |
| Fiorentina               | 3–7        | Anderlecht               | 1–1 | 2–6       |
| Ajax                     | 1–1 (2–4p) | Bohemians ČKD Praha      | 1–0 | 0–1       |
| Borussia Mönchengladbach | 3–3 (a)    | Widzew Łódź              | 3–2 | 0–1       |
| Club Brugge              | 2–4        | Tottenham Hotspur        | 2–1 | 0–3       |
| Universitatea Craiova    | 2–0        | Olympiacos               | 1–0 | 1–0       |
| Željezničar              | 3–2        | Sion                     | 2–1 | 1–1       |
| Hamburg                  | 6–1        | CSKA Septemvriysko Zname | 4–0 | 2–1       |
| Internazionale           | 4–3        | Rangers                  | 3–0 | 1–3       |
| LASK                     | 2–7        | Dundee United            | 1–2 | 1–5       |
| Lokomotive Leipzig       | 1–3        | Spartak Moscova          | 1–1 | 0–2       |
| Rijeka                   | 3–4        | Real Madrid              | 3–1 | 0–3       |
| Paris Saint-Germain      | 2–5        | Videoton                 | 2–4 | 0–1       |
| PSV Eindhoven            | 0–1        | Manchester United        | 0–0 | 0–1 (aet) |
| Queens Park Rangers      | 6–6 (a)    | Partizan                 | 6–2 | 0–4       |
| Sporting CP              | 2–2 (3–5p) | Dinamo Minsk             | 2–0 | 0–2       |
| Standard Liège           | 1–4        | Köln                     | 0–2 | 1–2       |

### Tur
| Universitatea Craiova | 1–0 | Olympiacos |
| --------------------- | --- | ---------- |
| Cîrțu 17'             |     |            |

| Lokomotive Leipzig  | 1–1 | Spartak Moscova |
| ------------------- | --- | --------------- |
| Zötzsche 84' (pen.) |     | Gavrilov 7'     |

| Željezničar     | 2–1 | Sion                    |
| --------------- | --- | ----------------------- |
| Bahtić 25', 84' |     | Šabanadžović 75' (o.g.) |

| Rijeka                      | 3–1 | Real Madrid |
| --------------------------- | --- | ----------- |
| Fegić 39', 58' Matrljan 40' |     | Isidro 81'  |

| LASK        | 1–2 | Dundee United                  |
| ----------- | --- | ------------------------------ |
| Hagmayr 26' |     | Kirkwood 15' Bannon 88' (pen.) |

| PSV Eindhoven | 0–0 | Manchester United |
| ------------- | --- | ----------------- |
|               |     |                   |

| Borussia Mönchengladbach       | 3–2 | Widzew Łódź             |
| ------------------------------ | --- | ----------------------- |
| Rahn 22' Criens 32' Herbst 61' |     | Wraga 56' Myśliński 68' |

| Club Brugge                    | 2–1 | Tottenham Hotspur |
| ------------------------------ | --- | ----------------- |
| Ceulemans 5' Jensen 80' (pen.) |     | Allen 82'         |

| Hamburg                                   | 4–0 | CSKA Septemvriysko Zname |
| ----------------------------------------- | --- | ------------------------ |
| McGhee 19' von Heesen 43', 89' Magath 62' |     |                          |

| Standard Liège | 0–2 | Köln                    |
| -------------- | --- | ----------------------- |
|                |     | Littbarski 38' Bein 80' |

| Ajax       | 1–0 | Bohemians ČKD Praga |
| ---------- | --- | ------------------- |
| Bosman 27' |     |                     |

| Fiorentina   | 1–1 | Anderlecht      |
| ------------ | --- | --------------- |
| Sócrates 22' |     | Vandenbergh 50' |

| Paris Saint-Germain | 2–4 | Videoton                         |
| ------------------- | --- | -------------------------------- |
| Rocheteau 75', 83'  |     | Szabó 2', 28' Csongrádi 54', 73' |

| Internazionale                       | 3–0 | Rangers |
| ------------------------------------ | --- | ------- |
| Sabato 17' Causio 67' Rummenigge 87' |     |         |

| Queens Park Rangers                                               | 6–2 | Partizan                 |
| ----------------------------------------------------------------- | --- | ------------------------ |
| Gregory 13' Fereday 26' Stainrod 44' Neill 54' Bannister 57', 83' |     | Klinčarski 14' Mance 25' |

| Sporting CP                              | 2–0 | Dinamo Minsk |
| ---------------------------------------- | --- | ------------ |
| Borovsky 48' (o.g.) Manuel Fernandes 90' |     |              |

### Retur
| Spartak Moscova           | 2–0 | Lokomotive Leipzig |
| ------------------------- | --- | ------------------ |
| Gavrilov 26' Rodionov 47' |     |                    |

Spartak Moscova won 3–1 on aggregate.
| Dinamo Minsk                                             | 2–0 (d.p.) | Sporting CP                                       |
| -------------------------------------------------------- | ---------- | ------------------------------------------------- |
| Sokol 4', 18'                                            |            |                                                   |
| Sokol · Kondratiev · Zygmantovich · Kurnenin · Aleinikov | 5–3        | Jordão · Manuel Fernandes · Litos · Carlos Xavier |

2–2 on aggregate; Dinamo Minsk won 5–3 on penalties.
| Bohemians ČKD Praha              | 1–0 (d.p.) | Ajax                                  |
| -------------------------------- | ---------- | ------------------------------------- |
| Sloup 80'                        |            |                                       |
| Levý · Janečka · Sloup · Kukučka | 4–2        | Spelbos · Ophof · Koeman · Schoenaker |

1–1 on aggregate; Bohemians ČKD Praha won 4–2 on penalties.
| Widzew Łódź  | 1–0 | Borussia Mönchengladbach |
| ------------ | --- | ------------------------ |
| Smolarek 65' |     |                          |

3–3 on aggregate; Widzew Łódź won on away goals.
| CSKA Septemvriysko Zname | 1–2 | Hamburg              |
| ------------------------ | --- | -------------------- |
| Zdravkov 89'             |     | Wuttke 8' McGhee 53' |

Hamburg won 6–1 on aggregate.
| Partizan                                             | 4–0 | Queens Park Rangers |
| ---------------------------------------------------- | --- | ------------------- |
| Mance 4' Kaličanin 40' (pen.) Ješić 46' Živković 64' |     |                     |

6–6 on aggregate; Partizan won on away goals.
| Olympiacos | 0–1 | Universitatea Craiova |
| ---------- | --- | --------------------- |
|            |     | Cîrțu 75'             |

Universitatea Craiova won 2–0 on aggregate.
| Anderlecht                                                                                          | 6–2 | Fiorentina                      |
| --------------------------------------------------------------------------------------------------- | --- | ------------------------------- |
| De Groote 12' Czerniatynski 59' Vandenbergh 60' Frimann 69' Vercauteren 77' (pen.) Scifo 83' (pen.) |     | Sócrates 50' (pen.) Iachini 70' |

Anderlecht won 7–3 on aggregate.
| Sion     | 1–1 | Željezničar |
| -------- | --- | ----------- |
| Cina 88' |     | Ćurić 76'   |

Željezničar won 3–2 on aggregate.
| Köln                  | 2–1 | Standard Liège |
| --------------------- | --- | -------------- |
| Strack 41' Allofs 54' |     | Gründel 75'    |

Köln won 4–1 on aggregate.
| Rangers                          | 3–1 | Internazionale |
| -------------------------------- | --- | -------------- |
| Mitchell 5' I. Ferguson 17', 55' |     | Altobelli 15'  |

Internazionale won 4–3 on aggregate.
| Dundee United                                     | 5–1 | LASK        |
| ------------------------------------------------- | --- | ----------- |
| Hegarty 15' Coyne 45', 58' Gough 75' Beaumont 88' |     | Hagmayr 33' |

Dundee United won 7–2 on aggregate.
| Manchester United   | 1–0 (d.p.) | PSV Eindhoven |
| ------------------- | ---------- | ------------- |
| Strachan 92' (pen.) |            |               |

Manchester United won 1–0 on aggregate.
| Tottenham Hotspur               | 3–0 | Club Brugge |
| ------------------------------- | --- | ----------- |
| Hazard 5' Allen 28' Roberts 37' |     |             |

Tottenham Hotspur won 4–2 on aggregate.
| Real Madrid                                   | 3–0 | Rijeka |
| --------------------------------------------- | --- | ------ |
| Juanito 67' (pen.) Santillana 79' Valdano 82' |     |        |

Real Madrid won 4–3 on aggregate.
| Videoton  | 1–0 | Paris Saint-Germain |
| --------- | --- | ------------------- |
| Májer 54' |     |                     |

Videoton won 5–2 on aggregate.

## Runda a treia
| Echipa #1             | Total   | Echipa #2           | Tur | Retur |
| --------------------- | ------- | ------------------- | --- | ----- |
| Spartak Moscova       | 1–2     | Köln                | 1–0 | 0–2   |
| Universitatea Craiova | 2–4     | Željezničar         | 2–0 | 0–4   |
| Hamburg               | 2–2 (a) | Internazionale      | 2–1 | 0–1   |
| Manchester United     | 5–4     | Dundee United       | 2–2 | 3–2   |
| Anderlecht            | 4–6     | Real Madrid         | 3–0 | 1–6   |
| Tottenham Hotspur     | 3–1     | Bohemians ČKD Praha | 2–0 | 1–1   |
| Videoton              | 5–2     | Partizan            | 5–0 | 0–2   |
| Widzew Łódź           | 1–2     | Dinamo Minsk        | 0–2 | 1–0   |

### Tur
| Universitatea Craiova            | 2–0 | Željezničar |
| -------------------------------- | --- | ----------- |
| Beldeanu 19' Cămătaru 26' (pen.) |     |             |

| Videoton                                  | 5–0 | Partizan |
| ----------------------------------------- | --- | -------- |
| Szabó 11', 48', 49' (pen.), 74' Májer 80' |     |          |

| Widzew Łódź | 0–2 | Dinamo Minsk                  |
| ----------- | --- | ----------------------------- |
|             |     | Zygmantovich 38' Rumbutis 88' |

| Spartak Moscova | 1–0 | Köln |
| --------------- | --- | ---- |
| Pozdnyakov 35'  |     |      |

| Hamburg                          | 2–1 | Internazionale |
| -------------------------------- | --- | -------------- |
| Bergomi 1' (o.g.) Von Heesen 85' |     | Rummenigge 46' |

| Anderlecht                                               | 3–0 | Real Madrid |
| -------------------------------------------------------- | --- | ----------- |
| Vandenbergh 65' Czerniatynski 66' Vercauteren 85' (pen.) |     |             |

| Manchester United             | 2–2 | Dundee United            |
| ----------------------------- | --- | ------------------------ |
| Strachan 9' (pen.) Robson 50' |     | Hegarty 47' Sturrock 61' |

| Tottenham Hotspur            | 2–0 | Bohemians ČKD Praha |
| ---------------------------- | --- | ------------------- |
| Ondra 25' (o.g.) Stevens 80' |     |                     |

### Retur
| Željezničar                                       | 4–0 | Universitatea Craiova |
| ------------------------------------------------- | --- | --------------------- |
| Škoro 32' Samardžija 44' Mihajlović 62' Nikić 82' |     |                       |

Željezničar won 4–2 on aggregate.
| Bohemians ČKD Praha | 1–1 | Tottenham Hotspur |
| ------------------- | --- | ----------------- |
| Prokeš 50'          |     | Falco 8'          |

Tottenham Hotspur won 3–1 on aggregate.
| Partizan               | 2–0 | Videoton |
| ---------------------- | --- | -------- |
| Živković 12' Varga 45' |     |          |

Videoton won 5–2 on aggregate.
| Dinamo Minsk | 0–1 | Widzew Łódź             |
| ------------ | --- | ----------------------- |
|              |     | Dziekanowski 10' (pen.) |

Dinamo Minsk won 2–1 on aggregate.
| Köln                    | 2–0 | Spartak Moscova |
| ----------------------- | --- | --------------- |
| Bein 24' Littbarski 75' |     |                 |

Köln won 2–1 on aggregate.
| Internazionale   | 1–0 | Hamburg |
| ---------------- | --- | ------- |
| Brady 77' (pen.) |     |         |

2–2 on aggregate; Internazionale won on away goals.
| Dundee United         | 2–3 | Manchester United                         |
| --------------------- | --- | ----------------------------------------- |
| Dodds 25' Hegarty 50' |     | Hughes 12' McGinnis 43' (o.g.) Mühren 75' |

Manchester United won 5–4 on aggregate.
| Real Madrid                                          | 6–1 | Anderlecht  |
| ---------------------------------------------------- | --- | ----------- |
| Sanchís 3' Butragueño 16', 47', 52' Valdano 29', 39' |     | Frimann 34' |

Real Madrid won 6–4 on aggregate.

## Sferturi
| Echipa #1         | Total      | Echipa #2    | Tur | Retur |
| ----------------- | ---------- | ------------ | --- | ----- |
| Željezničar       | 3–1        | Dinamo Minsk | 2–0 | 1–1   |
| Internazionale    | 4–1        | Köln         | 1–0 | 3–1   |
| Manchester United | 1–1 (4–5p) | Videoton     | 1–0 | 0–1   |
| Tottenham Hotspur | 0–1        | Real Madrid  | 0–1 | 0–0   |

### Tur
| Željezničar                   | 2–0 | Dinamo Minsk |
| ----------------------------- | --- | ------------ |
| Samardžija 64' Baždarević 86' |     |              |

| Internazionale | 1–0 | Köln |
| -------------- | --- | ---- |
| Causio 54'     |     |      |

| Manchester United | 1–0 | Videoton |
| ----------------- | --- | -------- |
| Stapleton 60'     |     |          |

| Tottenham Hotspur | 0–1 | Real Madrid         |
| ----------------- | --- | ------------------- |
|                   |     | Perryman 15' (o.g.) |

### Retur
| Videoton                                           | 1–0 (d.p.) | Manchester United                                            |
| -------------------------------------------------- | ---------- | ------------------------------------------------------------ |
| Wittmann 20'                                       |            |                                                              |
| Szabó · Burcsa · Végh · Wittmann · Gömöri · Vadász | 5–4        | Whiteside · Olsen · Stapleton · Strachan · Gidman · Albiston |

1–1 on aggregate; Videoton won 5–4 on penalties.
| Dinamo Minsk | 1–1 | Željezničar |
| ------------ | --- | ----------- |
| Kisten 14'   |     | Bahtić 22'  |

Željezničar won 3–1 on aggregate.
| Köln     | 1–3 | Internazionale                 |
| -------- | --- | ------------------------------ |
| Bein 64' |     | Marini 18' Rummenigge 75', 84' |

Internazionale won 4–1 on aggregate.
| Real Madrid | 0–0 | Tottenham Hotspur |
| ----------- | --- | ----------------- |
|             |     |                   |

Real Madrid won 1–0 on aggregate.

## Semifinalele
| Echipa #1      | Total | Echipa #2   | Tur | Retur |
| -------------- | ----- | ----------- | --- | ----- |
| Internazionale | 2–3   | Real Madrid | 2–0 | 0–3   |
| Videoton       | 4–3   | Željezničar | 3–1 | 1–2   |

### Tur
| Videoton                           | 3–1 | Željezničar |
| ---------------------------------- | --- | ----------- |
| Burcsa 7' L. Disztl 18' Vadász 82' |     | Škoro 21'   |

| Internazionale                 | 2–0 | Real Madrid |
| ------------------------------ | --- | ----------- |
| Brady 25' (pen.) Altobelli 57' |     |             |

### Retur
| Željezničar         | 2–1 | Videoton   |
| ------------------- | --- | ---------- |
| Bahtić 5' Ćurić 72' |     | Csuhay 87' |

Videoton won 4–3 on aggregate.
| Real Madrid                    | 3–0 | Internazionale |
| ------------------------------ | --- | -------------- |
| Santillana 12', 42' Míchel 57' |     |                |

Real Madrid won 3–2 on aggregate.

## Finala

### First leg
| Videoton | 0–3 | Real Madrid                           |
| -------- | --- | ------------------------------------- |
|          |     | Míchel 31' Santillana 77' Valdano 89' |

### Retur
| Real Madrid | 0–1 | Videoton  |
| ----------- | --- | --------- |
|             |     | Májer 86' |

Real Madrid won 3–1 la general.